# Geranomyia carunculata carunculata
Geranomyia carunculata carunculata is een ondersoort van de tweevleugelige Geranomyia carunculata uit de familie steltmuggen (Limoniidae). De soort komt voor in het Neotropisch gebied.